# Хантфорд, Роланд
Ро́ланд Ха́нтфорд (англ. Roland Huntford; р. 1927) — британский журналист и автор биографий известных полярных исследователей, таких как Роберт Скотт, Руал Амундсен, Эрнест Шеклтон, Фритьоф Нансен. Член Королевского литературного общества.

## Биография
Роланд Ханфторд проживает в Кембридже и прежде являлся корреспондентом газеты The Observer в Скандинавии, выступая в роли обозревателя зимних видов спорта. С 1986 по 1987 год числился научным сотрудником колледжа Святого Антония в Оксфорде. Хантфорд получил широкую известность как автор биографий Роберта Скотта, Руаля Амундсена, Эрнеста Шеклтона и лауреата Нобелевской премии мира Фритьофа Нансена. Крайне спорная книга Последнее место на Земле (англ. The Last Place on Earth, первоначально имевшая название Scott and Amundsen) оказала огромное влияние на общественное восприятие личности Роберта Скотта. Хантфорд высказал мнение, что успех Руаля Амундсена связан с тщательным планированием экспедиции, в то время как ошибки Скотта и его неадекватное поведение по ходу всей экспедиции привело к гибели пятерых человек, включая его самого. В 2012 году книга была издана в России под названием «Покорение Южного полюса. Гонка лидеров». Р. Хантфорд также является автором книг Море тьмы (англ. Sea of Darkness), Изречения Генрика Ибсена (англ. The Sayings of Henrik Ibsen) и Две доски и страсти: Драматическая история лыжного спорта (англ. Two Planks and a Passion: The dramatic history of skiing). Его полемический труд Новый тоталитаризм (англ. The New Totalitarians) представляет собой развёрнутую критику шведского социализма. В 1985 году книга The Last Place on Earth была экранизирована режиссёром Фердинандом Ферфаксом и телекомпанией ITV Central. В качестве формата был выбран мини-сериал, состоящий из семи эпизодов.

### Критика
Защитники репутации Скотта, в частности, сэр Ранульф Файнс, утверждают, что Хантфорд, не имеющий собственного полярного опыта, не имеет права браться делать выводы относительно просчётов Скотта. В биографии капитана Скотта, изданной Файнсом (книга была посвящена Семьям опороченных мертвецов), приведено множество опровержений некомпетентности главы экспедиции. Метеоролог Сьюзен Соломон также опровергает выводы Хантфорда относительно низких лидерских качеств Скотта, основываясь на некоторых особенностях метерорологических данных Ледника Росса марта 1912 года.